# NeAngely
NeAngely (in russo НеАнгелы?; in ucraino НеАнгели?, NeAnhely) è stato un duo musicale ucraino fondato nel 2006 a Kiev e scioltosi nel 2021. È stato costituito dalle cantanti Slava Kamins'ka e Viktorija Smijucha.

## Storia del gruppo
Nato sotto progetto del produttore Jurij Nikitin, la formazione ha pubblicato l'album in studio di debutto, intitolato Nomer odin, nel 2006. A distanza di sette anni è stato reso disponibile il secondo disco Roman, che oltre a fruttare una nomination per lo YUNA al miglior gruppo, ha prodotto le hit radiofoniche Tvoja e Kiev-Moskva; la prima delle quali si è posizionata al 5º posto nella graduatoria annuale ucraina stilata dalla Tophit.
Nel 2014 è stato pubblicato Znaeš', tratto dall'LP Serdce (2016), che è stato il 10º singolo più riprodotto dell'anno dalle radio ucraine. Le NeAngely sono state collocate al 7º posto nella lista degli artisti con il maggior numero di passaggi radiofonici a livello nazionale nello stesso arco di tempo, avendone ricevuti 149 881. L'anno dopo sono state candidate nuovamente nell'ambito dello YUNA per il premio al miglior gruppo, titolo che hanno tuttavia perso nei confronti dei Skrjabin.
Nell'autunno 2017 hanno intrapreso una tournée in 25 città dell'Ucraina a supporto dell'EP SlavaVictoria (2019); progetto contenente Serëža, che ha totalizzato quasi un anno nella hit parade. L'album 13 è stato divulgato nel medesimo anno ed è stato l'ultimo lavoro congiunto del duo prima dell'annuncio del loro scioglimento, avvenuto il 4 marzo 2021.

## Discografia

### Album in studio
- 2006 – Nomer odin
- 2013 – Roman
- 2016 – Serdce
- 2019 – 13

### EP
- 2019 – SlavaVictoria

### Raccolte
- 2015 – The Best of NeAngely

### Singoli
- 2013 – Kiev-Moskva
- 2014 – Znaeš'
- 2017 – Točki
- 2020 – Razorval